# Estação de Sheringham
A Estação de Sheringham é uma estação de caminho-de-ferro em com o mesmo nome. É o término da Bittern Line, que a liga à estação de Norwich.
| operavam       | Localização | trens                                       | Freqüência  |
| -------------- | --- | ------------------------------------------- | ----------- |
| Greater Anglia | Norwich - Salhouse - Hoveton e Wroxham - Worstead - North Walsham - Gunton - Roughton Road - Cromer - West Runton - Sheringham | Class 153, Class 156, Class 170 (raramente) | 1x por hora |